# Кејмбриџ Спрингс (Пенсилванија)
Кејмбриџ Спрингс (енгл. Cambridge Springs) град је у америчкој савезној држави Пенсилванија.

## Демографија
По попису из 2010. године број становника је 2.595, што је 232 (9,8%) становника више него 2000. године.
| Група             | 2000.         | 2010.         |
| Белци             | 1.990 (84,2%) | 2.143 (82,6%) |
| Афроамериканци    | 289 (12,2%)   | 332 (12,8%)   |
| Азијати           | 4 (0,2%)      | 8 (0,3%)      |
| Хиспаноамериканци | 63 (2,7%)     | 92 (3,5%)     |
| Укупно            | 2.363         | 2.595         |